# Nexus Polaris
Nexus Polaris es el segundo álbum de estudio de la banda noruega de black metal, Covenant, y fue lanzado en 1998 por Nuclear Blast.
Un relanzamiento de Nexus Polaris fue lanzado en el 2002. Las canciones originales fueron sacadas (a diferencia de la versión remix de In Times Before the Light, también del 2002), pero dos versiones de "New World Order", una canción del álbum Animatronic de 1999, fueron incluidas como bonus track.

## Lista de canciones
1. "The Sulphur Feast" – 4:10
2. "Bizarre Cosmic Industries" – 5:51
3. "Planetarium" – 4:02
4. "The Last of Dragons" – 6:29
5. "Bringer of the Sixth Sun" – 6:32
6. "Dragonheart" – 4:52
7. "Planetary Black Elements" – 5:49
8. "Chariots of Thunder" – 5:48
9. "New World Order (Clubmix by Matt Sinner)" – 4:26 (bonus track relanzado)
10. "New World Order (Metalmix by Matt Sinner)" – 3:53 (bonus track relanzado)

## Créditos
- Nagash – Voz/Bajo
- Blackheart – Guitarra
- Astennu – Guitarra
- Sverd – Teclados
- Sarah Jezebel Deva – Voz Femenina
- Hellhammer – Batería